# Дорадо, Хавьер
Франси́ско Хавье́р Дора́до Бье́лса (исп. Francisco Javier Dorado Bielsa; 17 февраля 1977, Талавера-де-ла-Рейна — 27 февраля 2025) — испанский футболист, защитник.

## Карьера
Воспитанник молодёжной команды мадридского «Реала». В матче за 3-е место на клубном чемпионате мира 2000 не смог реализовать решающий послематчевый пенальти своей команды и «Реал» уступил мексиканской «Некаксе».
В чемпионате Испании дебютировал в сезоне 1999/2000, 20 февраля 2000 года в гостевом матче против «Валенсии». Затем сыграл ещё один матч и по окончании сезона перешёл в «Саламанку». В Сегунде Хавьер Дорадо провёл 32 матча, после чего в 2001 стал игроком хихонского «Спортинга».
Сезон 2002/03 Дорадо провёл в аренде в мадридском клубе «Райо Вальекано».
Вернувшись в «Спортинг», сыграл больше 100 матчей за команду. С 2006 по 2009 год играл в «Мальорке», но провёл всего 2 матча. В 2011 году возобновил карьеру, проведя сезон в клубе «Атлетико Балеарес».
Скончался 27 февраля 2025 года от лейкемии.